# Ада Лундвер
Ада Лундвер (ест. Ada Lundver; 9 лютого 1942, Хіюмаа, Естонія — 6 жовтня 2011, Таллінн, там само) — радянська естонська акторка та естрадна співачка.

## Життєпис
Ада Лундвер народилася 9 лютого 1942 року на естонському острові Хійумаа. У 1960 році працювала на шкіряно-взуттєвому комбінаті «Комунар» в Таллінні. З 1961 року стала акторкою Державної філармонії Естонської РСР. У 1964 році закінчила курси артистів естради при Талліннській філармонії. Багато знімалася в 1960—початку 1970 років. У радянському кінематографі Лундвер поряд з Еве Ківі була однією з найбільш знаменитих естонських акторок.
У 1971—1983 роках була одружена з радянським естонським актором Мікком Міківером.
Померла 6 жовтня 2011 року в Таллінні. Похована на Лісовому кладовищі в Таллінні поруч із чоловіком.

## Вибрана фільмографія
- 1966 — «У 26-го не стріляти»
- 1966 — «Що трапилося з Андресом Лапетеусом?»
- 1967 — «Полуденний пором»
- 1969 — «Посол Радянського Союзу»
- 1973 — «Вогонь в ночі»